# Dracaena umbratica
Dracaena umbratica là một loài thực vật có hoa trong họ Măng tây. Loài này được Ridl. mô tả khoa học đầu tiên năm 1924.